# 歐邁尼斯
歐邁尼斯（希臘語：Ευμένης，約公元前362年—前316年），又譯尤米尼斯或歐墨奈斯，是古希臘的一名官員和將軍，也是知名的繼業者之一。因支持馬其頓阿吉德王朝王室正統而參與繼業者戰爭，多次擊敗馬其頓名將而聞名，最終被銀盾兵背叛而死。

## 出身
歐邁尼斯是色雷斯切索尼斯（Thracian Chersonese，今日加里波利半島）的城市卡廸亞人，與歷史學家希洛尼摩斯是同鄉好友，或者可能是叔侄關係。
歐邁尼斯父親也叫希洛尼摩斯，他父親的出身背景有幾種說法，埃里亞努斯提到歐邁尼斯的父親是個貧窮的喪禮吹笛手。普魯塔克則引述薩摩斯的杜里斯的記載，說歐邁尼斯的父親是個貧窮的車夫，他讓歐邁尼斯接受良好的教育，有次腓力二世在巡視中經過了這地方，看見了歐邁尼斯在當地的角力跟拳斗比赛中獲勝，腓力二世非常欣賞歐邁尼斯的表現，並讓他加入自己的麾下為自己效力。而普魯塔克還提到另一可信度更高的說法，說腓力和歐邁尼斯的父親原本就是舊識，腓力曾多次到家中來訪，因此長大後被提拔到腓力身旁。還有另外一說，奈波斯提到歐邁尼斯出身當地名門，其他史料也提到當時的卡廸亞僭主赫卡塔埃烏斯與歐邁尼斯家族是世仇，加上考量到父親與腓力二世的交情，學者Edward Anson認為他的父親應該是當地顯赫人士。無論如何，歐邁尼斯在19歲左右的時候離開家鄉，成為腓力二世的王家書記官。

## 王家書記官
隨著馬其頓王國在腓力二世手上逐漸壯大強盛，作為輔佐國王事務的王家書記官，歐邁尼斯的工作內容隨著疆土擴大，地位與重要性也是逐漸增加。他與其他不少馬其頓顯貴如克拉特魯斯、安提柯等建立友好關係，也與王室關係密切，如腓力的王后奧林匹亞絲就稱讚他是自己最忠實的好友。然而不避免也產生一些政敵，例如他與腓力的左右手安提帕特關係很差，亞歷山大時期與赫費斯提翁關係惡劣。前336年，腓力二世遇刺身亡，亞歷山大大帝登基，歐邁尼斯仍然繼續擔任王家書記官的職位。這不僅是因為他與王室關係良好，亦是亞歷山大認可他過往的優異表現。

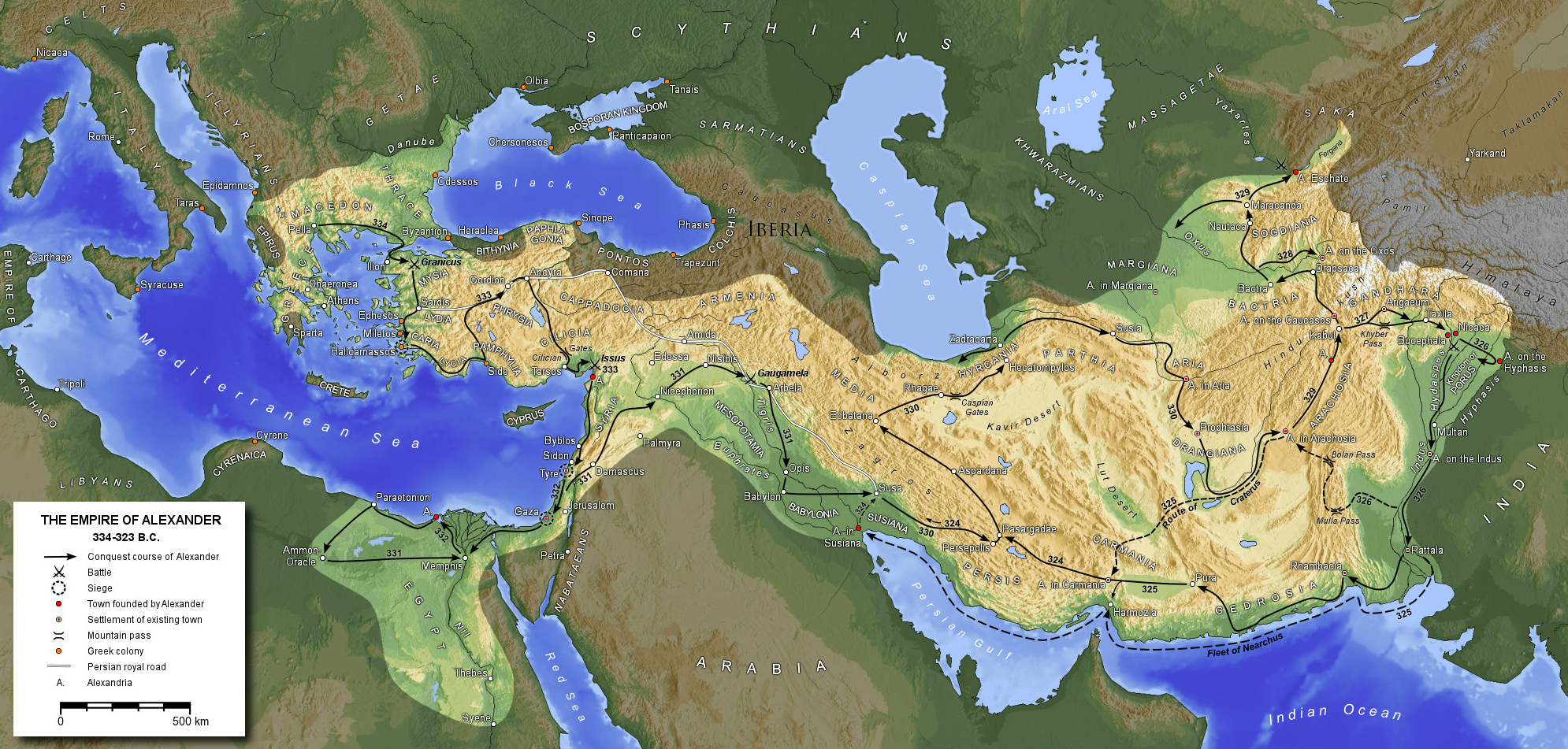
亞歷山大大帝東征和其帝國

前334年，亞歷山大大帝發動大軍開始遠征波斯帝國，身為王家書記官的歐邁尼斯也跟著隨國王出征。隨著遠征深入東方，對於征服地亞歷山大保留波斯帝國的制度，這使舊有的龐大帝國官僚體制也被歸入歐邁尼斯管轄，他的工作也因此更加繁重、複雜。也在這段期間，他引進記敘國王日常起居的波斯傳統，開始撰寫亞歷山大的起居注《王宮日誌》（Ephemerides）初稿，後來的歷史學家普魯塔克、阿里安跟埃里亞努斯在詳述亞歷山大大帝之死前時，都引用這本《王宮日誌》，儘管這本書最後定稿者可能是歐邁尼斯王家書記官的繼任者狄奧多圖斯（Diodotus），但無疑內容很大部分都是由他完成。
亞歷山大遠征印度並在希達斯皮斯河建立一支艦隊時，他是其中一位船長（trierarchy）並負責一艘戰艦，可知道他累積一些財富。前324年，在蘇薩集體婚禮中看出歐邁尼斯的特別地位。在八十多對新人中，他的新娘是阿爾塔巴左斯的女兒阿托妮絲（Artonis）。阿爾塔巴左斯不僅是波斯的顯赫貴族，他的另一個女兒巴耳馨還曾是亞歷山大的情婦，這層錯綜關係顯現亞歷山大對歐邁尼斯信賴和親密。然而，歐邁尼斯對於其他馬其頓貴族而言，他仍然是異邦者，他的權力與地位全靠與國王之間良好關係才得以維持。
儘管在遠征印度時，歐邁尼斯開始率領小支騎兵部隊從事一些外交目的的威嚇性軍事行動，使他累積一些軍事經驗，但馬其頓將軍涅俄普托勒摩斯仍然嘲笑文人出身的歐邁尼斯是拿著筆和寫字板追隨亞歷山大東征。在佩爾狄卡斯接替病死赫費斯提翁的首席大臣兼夥友騎兵司令（Chiliarch）職位，空出來的夥友騎兵副司令職位就由歐邁尼斯接任，儘管他毫無戰功卻被破格任命，也暗示亞歷山大看出歐邁尼斯軍事能力上的潛能。

## 成為總督

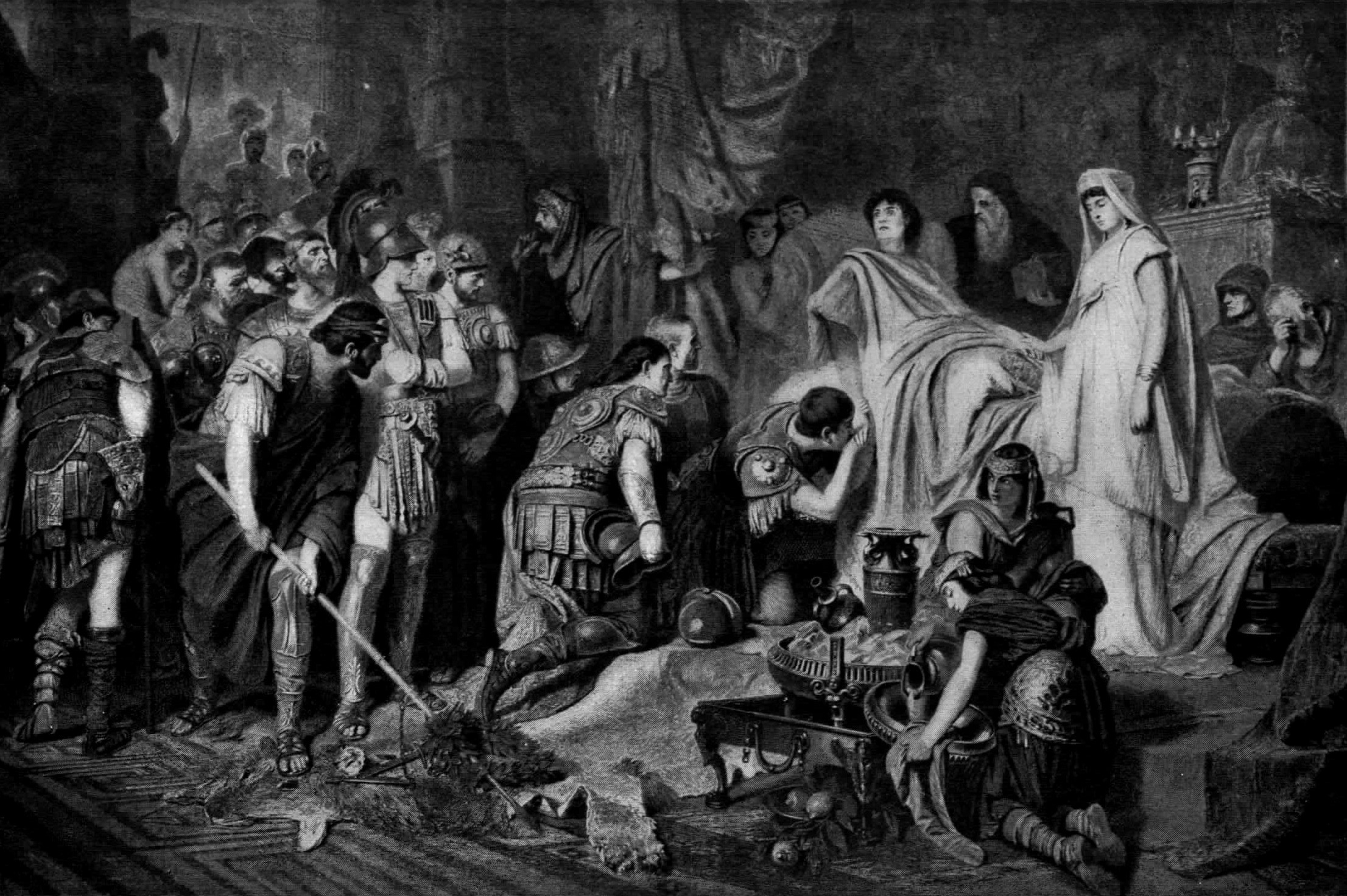
亞歷山大大帝之死

前323年亞歷山大突然遽逝，在巴比倫會議中馬其頓人陷入內部鬥爭的混亂之中，眼看步兵與騎兵就快決裂。歐邁尼斯主催各方達成妥協，表面上利用自己為外邦者的身份宣布中立，實際上暗自削弱步兵派領導人墨勒阿革洛斯的影響力，最終使得雙方暫時妥協。在巴比倫分封協議中，歐邁尼斯因為力挺騎兵派領導人佩爾狄卡斯而分到卡帕多細亞及帕夫拉戈尼亞作為自己的總督轄區。然而因為馬其頓帝國此時尚未征服過該地，所以僅是名義上的總督。帝國攝政佩爾狄卡斯責令赫勒斯滂總督列昂納托斯及弗里吉亞總督安提柯幫助歐邁尼斯取下兩地。然而，安提柯他並未聽從佩爾狄卡斯所令前來，歐邁尼斯只好跟列昂納托斯準備入侵卡帕多細亞的事前工作。前322年，列昂納托斯得到拉米亞戰爭的求援和公主克麗奧佩脫拉的婚約，他決定拋棄佩爾狄卡斯的命令前往歐洲，並遊說歐邁尼斯一起到歐洲共圖大業，但心生警惕的歐邁尼斯卻在夜裡偷偷逃走，返回巴比倫。
佩爾狄卡斯親自率領王軍幫助歐邁尼斯征服這兩地，並誅殺了原來的領主阿里阿拉特一世全族。歐邁尼斯當上這兩地的總督，開始打理自己的轄區。隨後，因為小亞美尼亞督軍（hegemon）涅俄普托勒摩斯受命清剿逃往該地的阿里阿拉特殘餘勢力，但他無能控制旗下的馬其頓士兵使當地情勢一片混亂，佩爾狄卡斯命令歐邁尼斯派兵協助。當時馬其頓士兵桀傲不遜難以管控，為此歐邁尼斯招募一支卡帕多細亞騎兵，並在短時間內透過軍事訓練使他們成為一支勁旅，這讓許多人讚賞歐邁尼斯的成果，也奠定下歐邁尼斯軍的基礎。
前321年春，安提帕特的女兒妮卡亞來到東方準備與佩爾狄卡斯成婚。然而，亞歷山大的母后奧林匹亞絲與安提帕特是多年的仇敵，她為了爭取佩爾狄卡斯的支持，答應將亞歷山大的妹妹克麗奧佩脫拉改嫁給他，佩爾狄卡斯猶豫不決，最後在弟弟阿爾塞塔斯建議下與妮卡亞成婚。但歐邁尼斯素來與奧林匹亞絲關係友好，多年來厭惡安提帕特，他慫恿佩爾狄卡斯應跟克麗奧佩脫拉結婚，佩爾狄卡斯於是拋棄妮卡亞並跟公主訂婚，此事大大激怒安提帕特。克麗奧佩脫拉的王室婚約還加大其他總督們對於佩爾狄卡斯的猜忌，謠傳他會藉著這個婚約來奪取王位。秋季，帝國攝政佩爾狄卡斯開始追究先前安提柯的抗命，迫使安提柯逃往希臘安提帕特處尋求庇護。安提帕特和克拉特魯斯在安提柯的煽動下，決定發動勤王，他們決定與埃及總督托勒密等聯手對抗佩爾狄卡斯，就此展開第一次繼業者戰爭。

## 小亞細亞統帥

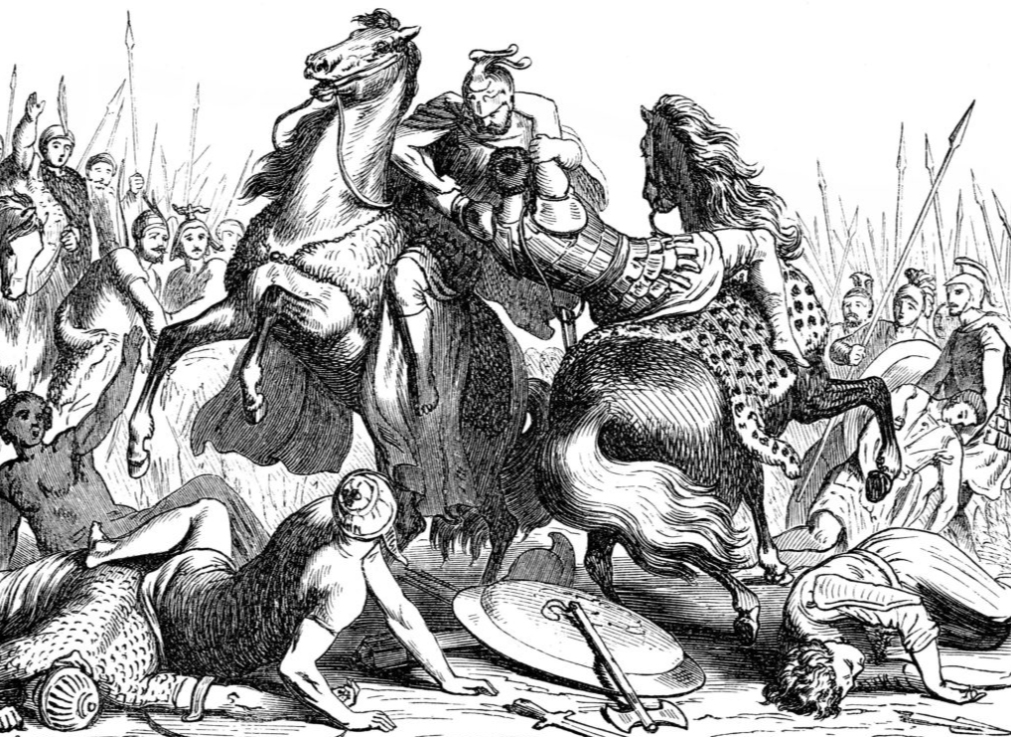
卡帕多細亞戰役戰場上，歐邁尼斯與冤家涅俄普托勒摩斯單挑,雙方一直戰到徒手互博仍不停止。1878年作品.

因為埃及總督托勒密劫走亞歷山大的靈車，前320年佩爾狄卡斯決定帶著國王腓力三世、亞歷山大四世親自率領王軍討伐托勒密，他命歐邁尼斯為小亞細亞統帥，負責防禦安提帕特和克拉特魯斯軍的進攻。然而，歐邁尼斯外邦者身份和軍事威望太低，佩爾狄卡斯旗下部將如阿爾塞塔斯和涅俄普托勒摩斯等都不情願聽從他的命令，阿爾塞塔斯甚至不願與他合軍一起行動。歐邁尼斯只得率領自己的部隊來封鎖赫勒斯滂一帶，準備抵禦勤王軍渡海峽而來。
歐邁尼斯本人同時也負責處理帝國攝政與公主的婚禮籌備，有次他離開赫勒斯滂的駐地，帶著貼身護衛前去薩第斯與克麗奧佩脫拉商談。恰好安提柯率領一小支部隊直接渡過愛琴海奇襲，從歐邁尼斯軍後方的卡里亞登陸，早已暗自加入勤王軍的卡里亞總督阿桑德和呂底亞總督米南德立即豎起反旗，整個小亞細亞西南部包含愛奧尼亞都成為勤王軍的勢力。安提柯一得知歐邁尼斯剛好就身在不遠處的薩第斯城，立即親自率兵追殺而來，由於形勢變化太快，身在薩第斯的歐邁尼斯完全不清楚情況，手頭邊也沒多少士兵，幸好在克麗奧佩脫拉的幫助下，他逃離薩第斯城並躲過安提柯的追補。因為敵人已經在後方出現，歐邁尼斯被迫放棄赫勒斯滂的防禦陣地，率領軍隊往自己的總督轄區卡帕多細亞退去。這使安提帕特和克拉特魯斯的大軍輕鬆渡過海峽來到小亞細亞。

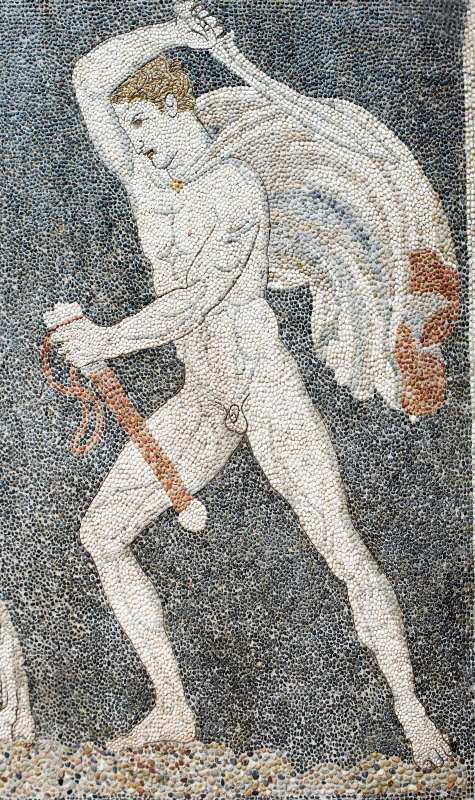
馬賽克鑲嵌畫的克拉特魯斯。好友克拉特魯斯之死不僅使歐邁尼斯一戰成名，也讓他被馬其頓人所怨恨

情勢相當危急，佩爾狄卡斯再度發信要求小亞細亞諸將接受歐邁尼斯的統轄，但阿爾塞塔斯仍然抗命不願與歐邁尼斯會師，小亞美尼亞督軍涅俄普托勒摩斯甚至準備叛變投向勤王軍。歐邁尼斯得知消息後，很快率兵急襲涅俄普托勒摩斯，大破敵軍，涅俄普托勒摩斯僅得身免，逃到不遠處的克拉特魯斯軍大營。歐邁尼斯立刻繼續嚴整以待，10天後與名將克拉特魯斯在卡帕多細亞戰役決戰，此戰勤王軍被歐邁尼斯軍巧妙徹底擊潰，涅俄普托勒摩斯被歐邁尼斯親手擊殺，勤王軍領袖之一的克拉特魯斯在騎兵戰中傷重不治。歐邁尼斯勝利後，得知好友克拉特魯斯陣亡的消息，抱著克拉特魯斯的遺體痛哭失聲。多年後，歐邁尼斯讓人將他的骨灰還給克拉特魯斯遺孀菲拉。

## 馬其頓人的罪人
獲得如此大的勝利，歐邁尼斯眼看就要平定叛軍，卻傳來帝國攝政佩爾狄卡斯在埃及的王軍譁變，被自己部下殺害的消息。更糟的是勤王軍已經掌控兩位國王，自己也被宣布為反賊，無疑青天霹靂。受馬其頓人愛戴的克拉特魯斯在內戰中死在歐邁尼斯這個希臘人手裡，這讓許多馬其頓人難以接受，勤王軍和王軍中的馬其頓人在悲憤下，決議所有佩爾狄卡斯的黨羽都必須判死，尤其是歐邁尼斯。得知消息後，歐邁尼斯不願束手就擒，他公知全軍並讓願意離去的士兵自由離開，他再三重申自己和其他佩爾狄卡斯黨羽才是真正效忠阿吉德王朝之人，現在國王們是被不忠者綁架，他透過種種方式穩定軍心。為表現自己忠於王室，當他掠奪皇家馬場的馬匹後，還寫一份數量清單給相關主管單位。
前320年夏季，勝利的勤王軍在特里帕拉迪蘇斯舉行會議，選任安提帕特為新的帝國攝政，決議將兩位國王帶回馬其頓本土，開始朝小亞細亞進軍。歐邁尼斯計畫遊說薩第斯城的公主克麗奧佩脫拉加入自軍，來提升自己的合法性，也計畫在附近的平原與安提帕特決一死戰，在那裡他的騎兵比較有優勢。但克麗奧佩脫拉因為畏懼安提帕特就在不遠處，使他打消這個念頭。然而，儘管安提帕特的王軍軍容壯大，年邁的攝政卻不想挑戰歐邁尼斯，只想早點趕快返回歐洲。在離開亞洲前，安提帕特任命安提柯為帝國亞細亞統帥，率領一部份王軍負責討伐歐邁尼斯和阿爾塞塔斯等佩爾狄卡斯殘黨。
隨著佩爾狄卡斯被刺殺之後，他的殘黨紛紛在阿爾塞塔斯領導下於皮西迪亞聚集，冬季時歐邁尼斯和其他殘黨將領阿爾塞塔斯、阿塔羅斯、多喀摩斯、帕勒蒙等人舉行會議，提議兩軍組成聯合軍來團結一致對抗安提柯，卻因為歐邁尼斯和阿爾塞塔斯對於聯合軍統帥權歸誰，爭論不休而毫無進展，終究兩軍各自開拔各自奮戰。聯合軍協商失敗加上軍資缺乏，讓全軍對於未來壟罩一層陰影，更慘的是部將佩爾狄卡斯宣布叛變，歐邁尼斯立即命令菲尼克司前去討伐叛變，迅速平定反亂。
前319年，安提柯軍儘管兵力略遜於歐邁尼斯，但他成功收買歐邁尼斯的一位騎兵將領阿波羅尼迪斯（Apollonides），兩軍在歐基尼亞戰役之中最緊要關頭時阿波羅尼迪斯適時叛變，這導致歐邁尼斯軍大敗。儘管如此，歐邁尼斯在率領敗兵在潰逃中還能把叛變者阿波羅尼迪斯擒獲，處死他。他還巧妙躲過敵軍追擊，安全返回戰場埋葬己方戰死者，這都讓安提柯大為讚賞他的勇氣與決心。之後他領著一小部份殘軍四處游擊，劫掠安提柯的輜重，他小心避免部下搶奪太多戰利品影響機動性，以免被捕獲，他最後逃亡到卡帕多西亞與利考尼亞（Lycaonia）接壤一個堅固的，名叫諾拉（Nora）的小城塞堅守。他在該處被安提柯軍圍困一年有餘。

## 亞細亞統帥
隨著年老的帝國攝政安提帕特之死，馬其頓將領間的混亂再度爆發。野心勃勃的安提柯趁此良機擴大勢力，惜才的他希望能把歐邁尼斯納入麾下，也可以消除後顧之憂。前318年春，安提柯派人到諾拉與歐邁尼斯協談降約，歐邁尼斯基本上同意這份寬大的投降條款，但把條約中發誓效忠的對象名字從安提柯改成國王之名，以此向條約宣誓。歐邁尼斯重新獲得自由後，他離開諾拉回到卡帕多西亞，當地許多他的好友與之前的部屬都再度回到他帳下。
同年夏季，新任帝國攝政波利伯孔以國王們的名義寫信，要求歐邁尼斯與自己結盟，並給予他帝國亞細亞統帥的職位來對抗安提柯。歐邁尼斯接受王室的求援後，隨即向安提柯反叛。因為他知道安提柯很快就會派米南德率領追兵前來，他立刻離開卡帕多西亞往奇里乞亞逃去。當歐邁尼斯和他的軍隊到達奇里乞亞後，蘇薩總督兼任銀盾兵統帥安提貞尼斯奉王室之信與歐邁尼斯軍會合。如同之前佩爾狄卡斯殘黨不願接受歐邁尼斯的統帥權那樣，安提貞尼斯也不願接受外邦者統帥之下。為免聯合軍分裂，歐邁尼斯聲稱亞歷山大大帝託夢給他，為此，他設置一個王帳和內含各種王室器物，任何議題、軍令都在王帳內討論並以亞歷山大之名發出，就像亞歷山大還活著一樣仍然在統帥軍隊，他用這個方法使馬其頓將領統合起來。
前318年秋季，歐邁尼斯率聯合軍進軍腓尼基，在當地組建艦隊，並命令索西吉斯（Sosigenes）率領艦隊航向歐洲支援波利伯孔。但艦隊在奇里乞亞沿海遇到安提柯主力艦隊奇襲而喪失，更糟的是安提柯本人率領大軍向歐邁尼斯殺來。歐邁尼斯自認實力不足，只得向帝國東方撤退。他計畫讓聯合上部行省其他總督與自己合作，他以王室書信要求巴比倫尼亞總督塞琉古、米底亞總督培松加入，塞琉古卻回覆：「儘管我支持國王，但不會遵從一個早被馬其頓人判死刑的罪人命令」，雙雙拒絕歐邁尼斯提議。
歐邁尼斯只好強渡過底格里斯河繼續往東逃去，塞琉古派遣兩艘三列槳座戰船和一些小船去防禦河道，並向安提柯通報盡速來援，但兵力不夠的關係，這些措施沒什麼效果。塞琉古掘開底格里斯河的運河堤防來防止歐邁尼斯渡河，但洪水也無法困住歐邁尼斯軍。渡河後，歐邁尼斯的外交手段非常成功，東部行省的聯軍早已經集結完成，他們都願意響應王室書信來對抗安提柯。在這些總督們當中，波斯總督樸塞斯塔斯曾經為亞歷山大大帝近身護衛官之一，亦是東部行省聯軍統帥。對於聯合軍統帥權的爭議，歐邁尼斯再度提出亞歷山大王帳，暫時平息紛爭。

### 決戰

歐邁尼斯和安提柯的最終決戰伽比埃奈戰役，這場戰役結果導致銀盾兵反叛

在塞琉古、培松加入安提柯陣營後，前317年安提柯率軍入侵聯合軍所在的蘇錫安那，歐邁尼斯隨即把大軍後撤，於科普拉塔斯河（Coprates）準備伏擊，爆發科普拉塔斯河戰役。此戰歐邁尼斯成功伏擊敵軍，迫使安提柯放棄攻勢，撤往米底亞的埃克巴坦那進行修整。安提柯退卻的舉動無疑是歐邁尼斯反攻大好機會，他強烈主張聯合軍趁機入侵兩河流域，來切斷安提柯軍與小亞細亞的聯絡線和補給線，但東部行省的總督們不願意離開自己領地太遠，無奈下歐邁尼斯只得放棄，讓聯合軍進入波斯波利斯休生養息。
在米底亞補充完兵力後，安提柯再度率軍而來，兩軍在帕萊塔西奈地區對峙。眼看冬季即將來臨，安提柯看上附近的伽比埃奈地區作為過冬營地，他下令士兵準備拔營，歐邁尼斯得知情報後正確猜出安提柯目的地，他為避免這塊地區被安提柯搶先，他放出假消息說今晚會發動夜襲，使安提柯軍延遲開拔計畫而戒備敵襲，自己則當夜搶先往伽比埃奈進軍。安提柯很快發現自己受騙，他親自率領騎兵以最快速度急起直追，讓培松率領主軍在後跟上。在第二日黎明時，安提柯終於追到歐邁尼斯軍。歐邁尼斯立即下令全軍展開陣型準備作戰，但他不知道安提柯的虛實，只看到安提柯所率的騎兵站在小山嶺上，他擔心山後隱藏的安提柯主軍而不敢輕易進攻，就這樣安提柯靠著虛張聲勢直到培松率的主軍趕到，雙方就此展開帕萊塔西奈戰役。
因為歐邁尼斯軍中銀盾兵優異的表現，安提柯儘管宣稱勝利，但實質上再度挫敗，他放棄爭奪伽比埃奈地區再度返回米底亞修整過冬，同時歐邁尼斯也讓部隊分散伽比埃奈地區各地過冬。安提柯知道歐邁尼斯軍隊因過冬而散落各處，他打算趁著當地嚴酷冬季，走小路強行軍奇襲沒有防備的歐邁尼斯。聯合軍最終發現敵人迫近，但為時已晚，樸塞斯塔斯為首的東方總督們陷入恐慌準備逃往自己的領地，歐邁尼斯立即說服諸將他可以應對。他派人到附近山頭設置一個空營，假裝有大軍已經聚集於此欺騙安提柯，安提柯看到敵營以為敵人早有準備，認為突襲的計畫已經落空，他就放慢腳步讓士兵休息準備即將到來決戰。這計謀成功拖延幾天的時間，讓歐邁尼斯把軍隊從各處聚集起來。
雙方再度於伽比埃奈戰役展開對決。此戰中，安提柯中央步兵再度被歐邁尼斯方的銀盾兵擊敗，但在騎兵戰中安提柯軍成功擊退對手，並且奪得歐邁尼斯軍營的錙重，其中包含銀盾兵多年的戰利品。

### 遭背叛而死
因為先前歐邁尼斯種種機智和優異的軍事能力，使得聯合軍的士兵越來越愛戴他，並希望讓他擔任全權主帥，這讓其他將領忌妒歐邁尼斯的才華甚是不爽。在伽比埃奈戰役前夕，東方總督們和銀盾兵指揮官安提貞尼斯與透塔摩斯等諸將秘密協商，如果安提柯被徹底擊敗後，他們就決議把歐邁尼斯給除去。印度總督歐德摩斯曾經把錢借給歐邁尼斯，擔心歐邁尼斯喪命會血本無歸，便把安提貞尼斯等陰謀告知歐邁尼斯，但歐邁尼斯在戰前都尚未決定是否在戰後逃亡以避免災禍。
伽比埃奈戰後，聯合軍將領們發生爭吵。歐邁尼斯認為自軍步兵讓敵人損失慘重，騎兵也沒有太大損失，強烈要求聯合軍繼續與安提柯作戰，東方總督們則只想逃往自己領地。銀盾兵都不贊成雙方意見，只是想拿回自己的行囊，這些行囊是銀盾兵累積30多年的戰利品。戰利品中不但有黃金寶石，還有婦女及小孩。銀盾兵將領透塔摩斯秘密與安提柯協商，安提柯要求銀盾兵交出歐邁尼斯，便可換回全部行囊。於是銀盾兵團以副將透塔摩斯為首，他們叛變並俘虜歐邁尼斯和安提貞尼斯，交給安提柯，其他東方總督們立即率所部逃往自己領地，聯合軍就此瓦解。
在遭到安提柯俘虜期間，安提柯派自己的手下歐諾馬克斯（Onomarchus）負責看守，當歐諾馬克斯看見歐邁尼斯顯現出高傲、寧死不屈的樣子，歐諾馬克斯就問他說:「如果你真想這樣，為什麼不死在戰場上，反而是活著落到敵人手裡？」歐邁尼斯淡淡回答「我倒也想那樣死在戰場上。之所以沒發生，只是因為我從沒遇到過一個比我更強的對手。所有與我在戰場上對決的人，沒有一個不屈服於我。不是敵人英勇，而是朋友的背叛才使我淪落至此。」
安提柯很想勸降歐邁尼斯，但曾經被他背叛過一次，不太敢相信效忠王家的歐邁尼斯會對自己效忠，儘管兒子德米特里和部將尼阿庫斯都贊成留為己用，但其他將領都認為歐邁尼斯活著就是個威脅，強烈要求處死。經過考慮後，安提柯決定要處死歐邁尼斯，他先被安提柯餓三天，最後命人用繩索給勒死。安提柯為他舉辦一場隆重的葬禮，把歐邁尼斯的骨灰裝進一個銀甕裡，派人送給他在卡帕多西亞的母親與妻小。

## 評價
古羅馬時代的歷史學者奈波斯如此評價歐邁尼斯：「從亞歷山大大帝死後自立為王的情形，輕易可以知道他（歐邁尼斯）的評價多麼高，當他在世時，沒人敢稱王，仍然皆守臣下之禮；當他死後，那些一開始打著國家和國王之名、要維護亞歷山大之子王位的總督們，沒有一個人例外都拋棄那些旗幟，赤裸裸公開自己的真實企圖，紛紛自立稱王」。
歐邁尼斯受到他軍中的馬其頓人公開質疑。雖然他的頭腦和領軍才能無可置疑，但他從未贏得下屬的忠誠，最後還落得被下屬出賣的下場。他是一個出色的智將，他盡最大努力去維持亞歷山大帝國在亞洲的統一團結；但他的努力卻徒勞而無功，將領和總督們因為他不是馬其頓人且僅只是一個宮廷書記官出身而嫌棄鄙視他。歐邁尼斯可說是一個悲劇人物，他設法做盡應做的事，卻被比自己更無情的敵人和自己士兵的變節所擊敗。

## 大眾文化
- 岩明均. . 東京: 講談社. 2003 （日语）.：日本漫畫家岩明均的歷史漫畫，主角即歐邁尼斯。

## 註腳
1. ↑  埃里亞努斯, 《雜聞軼事》, 12.43
2. ↑  普魯塔克,《希臘羅馬名人傳:歐邁尼斯》, 1.1-2
3. ↑  奈波斯, 《外族名將傳》, 13.1
4. ↑  普魯塔克,《希臘羅馬名人傳:歐邁尼斯》, 3.6-7
5. ↑  Edward Anson 《Eumenes of Cardia A Greek among Macedonians》,2004, 第43頁
6. ↑  狄奧多羅斯, 《歷史叢書》, 18.58
7. ↑  Edward Anson 《Eumenes of Cardia A Greek among Macedonians》,2004, 第52頁
8. ↑  普魯塔克,《希臘羅馬名人傳:亞歷山大》, 76
9. ↑  阿里安, 《亞歷山大遠征記》, 7.25
10. ↑  埃里亞努斯, 《雜聞軼事》, 3.23
11. ↑  Edward Anson 《Eumenes of Cardia A Greek among Macedonians》,2004, 第54頁
12. ↑  阿里安, 《亞歷山大遠征記》, 7.25
13. ↑  普魯塔克,《希臘羅馬名人傳:歐邁尼斯》, 1.6
14. ↑  普魯塔克,《希臘羅馬名人傳:歐邁尼斯》, 3.1
15. ↑  普魯塔克,《希臘羅馬名人傳:歐邁尼斯》, 3.5
16. ↑  阿里安, 《繼業者歷史》, 1a.11
17. ↑  狄奧多羅斯, 《歷史叢書》, 18.29
18. ↑  查士丁,《〈腓利史〉概要》13.6
19. ↑  阿里安, 《繼業者歷史》, 1a.21
20. ↑  Tom Boiy 《Between High and Low. A Chronology of the Early Hellenistic Period》,2007, 第148頁
21. ↑  普魯塔克,《希臘羅馬名人傳:歐邁尼斯》, 5.2
22. ↑  阿里安, 《繼業者歷史》, 1.26
23. ↑  狄奧多羅斯, 《歷史叢書》, 18.37
24. ↑  狄奧多羅斯, 《歷史叢書》, 18.33
25. ↑  普魯塔克,《希臘羅馬名人傳:歐邁尼斯》, 8.5
26. ↑  狄奧多羅斯, 《歷史叢書》, 18.40
27. ↑  普魯塔克,《希臘羅馬名人傳:歐邁尼斯》, 8.8
28. ↑  普魯塔克,《希臘羅馬名人傳:歐邁尼斯》, 9.4
29. ↑  狄奧多羅斯, 《歷史叢書》, 18.41
30. ↑  普魯塔克,《希臘羅馬名人傳:歐邁尼斯》, 12.2-4
31. ↑  狄奧多羅斯, 《歷史叢書》, 18.53
32. ↑  狄奧多羅斯, 《歷史叢書》, 18.60
33. ↑  波利艾努斯 ,《戰略》 4.6.9
34. ↑  狄奧多羅斯, 《歷史叢書》, 19.12
35. ↑  狄奧多羅斯, 《歷史叢書》, 19.15
36. ↑  狄奧多羅斯, 《歷史叢書》, 19.19
37. ↑  狄奧多羅斯, 《歷史叢書》, 19.21
38. ↑  狄奧多羅斯, 《歷史叢書》, 19.26
39. ↑  狄奧多羅斯, 《歷史叢書》, 19.37
40. ↑  普魯塔克,《希臘羅馬名人傳:歐邁尼斯》, 15.13
41. ↑  狄奧多羅斯, 《歷史叢書》, 19.42
42. ↑  普魯塔克,《希臘羅馬名人傳:歐邁尼斯》, 16.1
43. ↑  普魯塔克,《希臘羅馬名人傳:歐邁尼斯》, 16.3
44. ↑  查士丁,《〈腓利史〉概要》14.3
45. ↑  普魯塔克,《希臘羅馬名人傳:歐邁尼斯》, 17.1
46. ↑  狄奧多羅斯, 《歷史叢書》, 19.48
47. ↑  奈波斯, 《外族名將傳》, 13.11
48. ↑  奈波斯, 《外族名將傳》, 13.13